# Texas Tyrants 2022
Questa voce raccoglie le informazioni riguardanti i Texas Tyrants nelle competizioni ufficiali della stagione 2022.

## Stagione
I Texas Tyrants partecipano al loro secondo campionato NVA. Chiudono la regular season con un secondo posto nella National Conference, qualificandosi per i play-off scudetto: ai quarti di finale eliminano i Southern Exposure, prima di uscire sconfitti in semifinale contro i Las Vegas Ramblers; si aggiudicano quindi la finalina per il terzo posto, sconfiggendo il Team Freedom.

## Organigramma societario
Area direttiva
- Presidente: Gianluca Grasso

Area tecnica
- Allenatore: Mauro Grasso

## Rosa
| N° | Nome             | Ruolo | Data di nascita   | Nazionalità sportiva |
| -- | ---------------- | ----- | ----------------- | -------------------- |
| 1  | José Mulero      | L     | 25 ottobre 1991   | Porto Rico           |
| 3  | Anthony Robinson | S     | 10 novembre 1991  | Stati Uniti          |
| 5  | James Anderson   | P     | -                 | Stati Uniti          |
| 6  | Andrew Pearson   | C     | 3 gennaio 1996    | Stati Uniti          |
| 7  | Gabriel Quiñones | P     | 20 ottobre 1994   | Porto Rico           |
| 8  | Russell Folbre   | O     | 13 aprile 1999    | Stati Uniti          |
| 9  | Gianluca Grasso  | S     | 3 dicembre 1995   | Porto Rico           |
| 10 | Jake Langlois    | S     | 14 maggio 1992    | Brasile              |
| 11 | Isaiah Acfalle   | S     | 14 settembre 1994 | Stati Uniti          |
| 15 | Ryan Maune       | C     | 9 luglio 1994     | Stati Uniti          |
| 16 | Daniel Jacobs    | O     | 7 agosto 1995     | Stati Uniti          |
| 17 | Timothy Johnson  | O     | 17 gennaio 1997   | Stati Uniti          |
| 19 | Alex Rayas       | L     | 25 maggio 2001    | Stati Uniti          |
| 22 | Austen Lovett    | C     | 26 settembre 1995 | Stati Uniti          |

## Statistiche

### Statistiche di squadra
| Competizione | Punti | In casa | In casa | In casa | In trasferta | In trasferta | In trasferta | Totale | Totale | Totale |
| Competizione | Punti | G       | V       | P       | G            | V            | P            | G      | V      | P      |
| ------------ | ----- | ------- | ------- | ------- | ------------ | ------------ | ------------ | ------ | ------ | ------ |
| NVA          | 26    | 0       | 0       | 0       | 0            | 0            | 0            | 13     | 11     | 2      |
| Totale       | -     | 0       | 0       | 0       | 0            | 0            | 0            | 13     | 11     | 2      |

G = partite giocate; V = partite vinte; P = partite perse

### Statistiche dei giocatori
| Giocatore   | NVA | NVA | NVA | NVA | NVA | Totale | Totale | Totale | Totale | Totale |
| Giocatore   | P   | PT  | AV  | MV  | BV  | P      | PT     | AV     | MV     | BV     |
| ----------- | --- | --- | --- | --- | --- | ------ | ------ | ------ | ------ | ------ |
| I. Acfalle  | ?   | 65  | 57  | 5   | 3   | ?      | 65     | 57     | 5      | 3      |
| J. Anderson | ?   | 0   | 0   | 0   | 0   | ?      | 0      | 0      | 0      | 0      |
| R. Folbre   | ?   | ?   | ?   | ?   | ?   | ?      | ?      | ?      | ?      | ?      |
| G. Grasso   | ?   | 135 | 114 | 15  | 6   | ?      | 135    | 114    | 15     | 6      |
| D. Jacobs   | ?   | 93  | 76  | 9   | 8   | ?      | 93     | 76     | 9      | 8      |
| T. Johnson  | ?   | 83  | 72  | 9   | 2   | ?      | 83     | 72     | 9      | 2      |
| J. Langlois | ?   | 156 | 138 | 13  | 5   | ?      | 156    | 138    | 13     | 5      |
| A. Lovett   | ?   | 61  | 42  | 13  | 5   | ?      | 61     | 42     | 13     | 5      |
| R. Maune    | ?   | 92  | 61  | 27  | 4   | ?      | 92     | 61     | 27     | 4      |
| J. Mulero   | ?   | 0   | 0   | 0   | 0   | ?      | 0      | 0      | 0      | 0      |
| A. Pearson  | ?   | 0   | 0   | 0   | 0   | ?      | 0      | 0      | 0      | 0      |
| G. Quiñones | ?   | 25  | 8   | 12  | 5   | ?      | 25     | 8      | 12     | 5      |
| A. Rayas    | ?   | ?   | ?   | ?   | ?   | ?      | ?      | ?      | ?      | ?      |
| A. Robinson | ?   | 38  | 32  | 3   | 3   | ?      | 38     | 32     | 3      | 3      |

P = presenze; PT = punti totali; AV = attacchi vincenti; MV = muri vincenti; BV = battute vincenti